# Metropolia di Coo e Nisiro

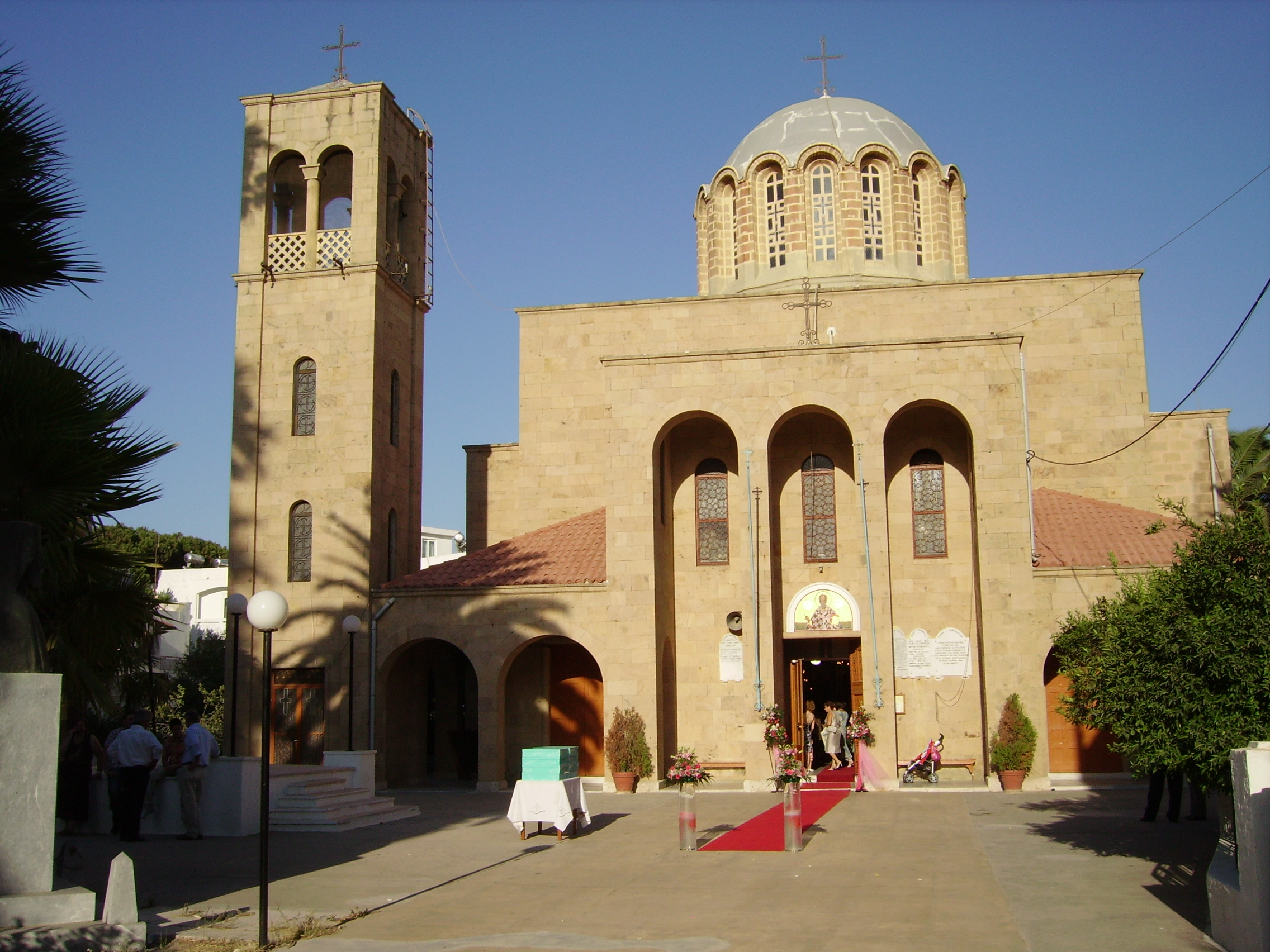
La cattedrale di San Nicola di Coo.

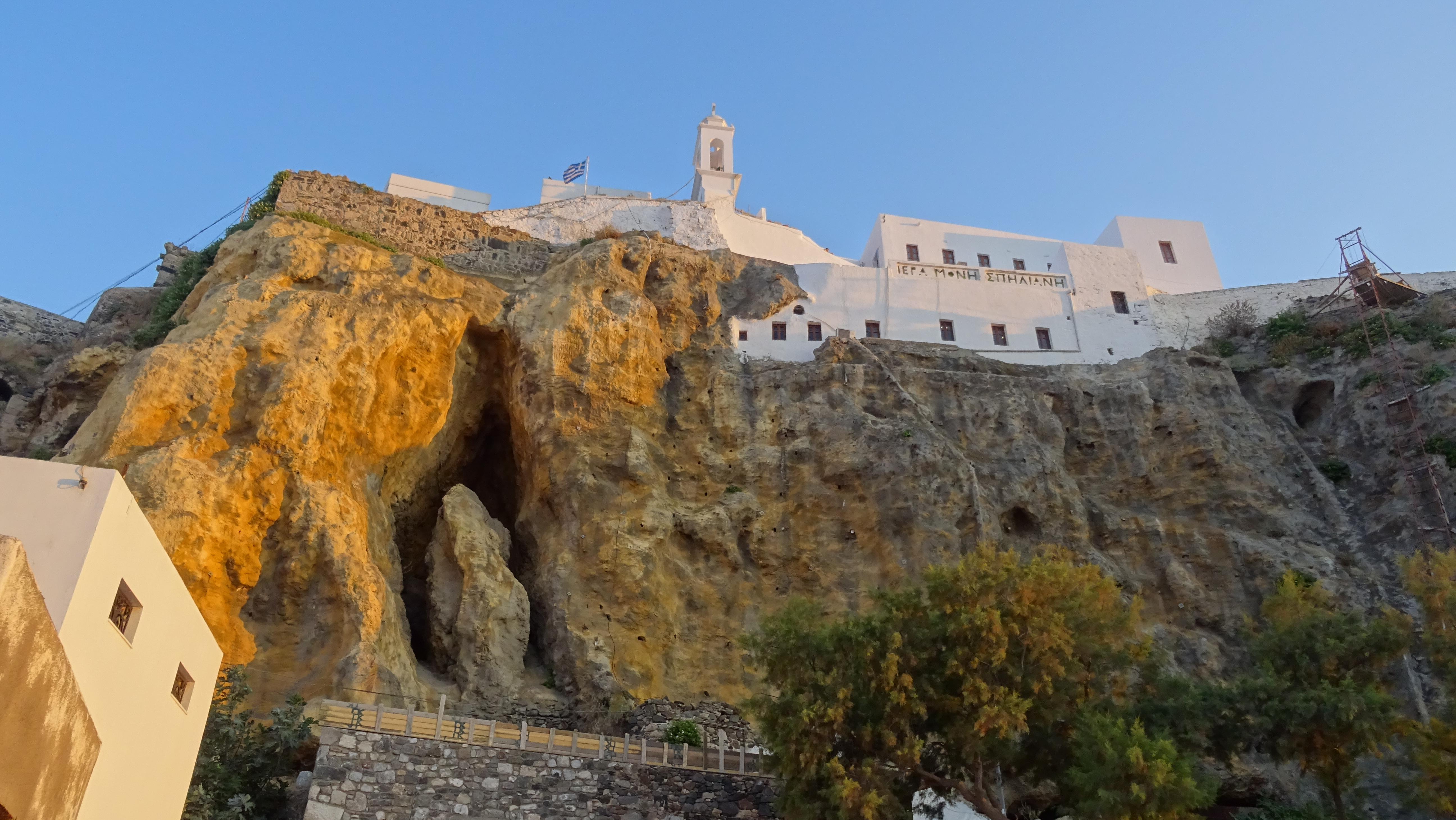
Il monastero di Panagía Spilianí sull'isola di Nisiro.

La metropolia di Coo e Nisiro (in greco: Ιερά Μητρόπολις Κώου και Νισύρου) è una diocesi del patriarcato ecumenico di Costantinopoli nel Dodecaneso.
Dall'8 marzo 2009 il metropolita di Coo e Nisiro, ipertimo ed esarca delle Cicladi, è Natanaele Diakopanagiotis.

## Territorio
La metropolia comprende le isole di Coo, Nisiro e Gyali nel Dodecaneso.
Sede della metropolia è Coo, dove si trova la cattedrale di San Nicola.
Nel territorio si trovano 22 parrocchie a Coo e 7 a Nisiro.

## Storia
La metropolia di Coo o Cos ha origini antiche. È attestata per la prima volta nel IV secolo; il suo vescovo, Melifrone, venerato come santo dalla Chiesa ortodossa, prese parte al concilio di Nicea del 325. Sono noti oltre una decina di vescovi del primo millennio cristiano, grazie alle fonti letterarie e a quelle archeologiche e sigillografiche. La diocesi è documentata nelle Notitiae Episcopatuum del patriarcato di Costantinopoli dal VII secolo fino agli inizi del XV secolo. Nel corso del XIV secolo è stata elevata al rango di arcidiocesi all'epoca di Andronico III Paleologo (1328-1341).
Durante l'occupazione occidentale del Dodecaneso (dal XIII secolo), la diocesi venne probabilmente soppressa, anche se è noto un suo vescovo, Gerasimo nel 1330. Inoltre, negli atti del Santo Sinodo di Costantinopoli è documentata la presenza dei vescovi di Coo in diverse occasioni, dal 1317 al 1342. Nel 1387 il metropolita dell'Attalia fu autorizzato dal Santo Sinodo a recarsi a Coo per le ordinazioni sacerdotali e per le celebrazioni liturgiche. Con la conquista ottomana dell'isola nel 1523, la sede greco-ortodossa venne ristabilita. A partire da Nicandro (1584), la serie episcopale di Coo è ininterrotta fino ai nostri giorni.
L'11 aprile 1838 la sede cambiò il proprio status, passando da arcidiocesi al rango di metropolia del patriarcato di Costantinopoli.
Dal 1937 al 1947 l'isola di Calimno, parte della metropolia di Lero, fu annessa a quella di Coo.
Il 20 aprile 2004 l'isola di Nisiro fu staccata dalla metropolia di Rodi e annessa a Coo, che mutò il proprio nome in quello attuale.

## Cronotassi
- San Melifrone † (menzionato nel 325)[8]
- Edesio † (menzionato nel 343)[9]
- Giuliano ? † (prima del 448 - dopo il 459)[10]
- Doroteo † (menzionato nel 518)[11]
- Aristocrate † (V/VI secolo)[12]
- Ellanico † (V/VI secolo)[13]
- Giovanni † (VI secolo)[14]
- Teodoro † (VII secolo)[15]
- Anonimo † (menzionato nel 653/654)[16]
- Giorgio † (menzionato nel 680)
- Gregorio † (VIII secolo)[17]
- Costantino † (menzionato nell'879)
- Atanasio  † (XI secolo)[18]
- Anonimi † (menzionati dal 1317 al 1342)[6]
- Gerasimo † (menzionato nel 1330)[18]
- Nicandro † (? - 20 febbraio 1584 deceduto)[19]
- Dionisio  † (maggio 1590 - ?)[19]
- Giacomo † (? - 1595 deposto)[19]
- Gabriele † (1596 - 1616)[18]
- Cristoforo † (1º gennaio 1616 - giugno 1621 deposto)[19]
- Antonio † (novembre 1625 - 1626)[18]
- Serafino † (1626 - 1638)[18]
- Gioacchino † (gennaio 1638 - ?)[18]
- Cosma † (1648 - ?)[18]
- Zaccaria † (1660 - ?)[18]
- Macario † (1670 - ?)[18]
- Cirillo † (1701 - 1720)[18]
- Neofito † (1720 - 1748 deceduto)[19]
- Melezio † (22 agosto 1748 - 1761)[19]
- Teoclito † (27 marzo 1761 - 1763 deceduto)[19]
- Melezio † (maggio 1763 - 1765 deceduto)[19]
- Giuseppe † (5 febbraio 1766 - 1768 deceduto)[19]
- Callinico † (28 luglio 1768 - 1774 deceduto)[19]
- Partenio † (luglio 1774 - 1790)[19]
- Zaccaria † (aprile 1790 - 1801 deceduto)[19]
- Gerasimo † (marzo 1801 - 1838 deceduto)[20]
- Cirillo † (marzo 1838 - luglio 1840 eletto vescovo di Vidyni)[20]
- Sinesio † (luglio 1840 - 1842)[20]
- Cirillo † (1842 - 1843 deceduto)[20]
- Pancrazio † (luglio 1843 - 23 luglio 1853 dimesso)[20]
- Cirillo † (25 luglio 1853 - marzo 1867 eletto vescovo di Elassona)[20]
- Germano Kavakopoulos † (10 marzo 1867 - 19 febbraio 1876 eletto metropolita di Rodi)[20]
- Melezio † (19 febbraio 1876 - settembre 1885 deceduto)[20]
- Paolo Symeonidis † (14 ottobre 1885 - giugno 1888 sospeso)[20]
- Atanasio Nikolaidis † (giugno 1888 - 1º giugno 1893 eletto metropolita di Sisani e Siatista)[20]
- Callinico Palaiokrasas † (1º giugno 1893 - 12 febbraio 1900 eletto metropolita di Paramythia)[20]
- Gioacchino Vaxevanidis † (17 febbraio 1900 - 14 febbraio 1908 eletto metropolita di Kastoria)[20]
- Nicodemo Komninos † (19 febbraio 1908 - 31 luglio 1908 dimesso)[20]
- Agatangelo Archytas † (31 luglio 1908 - 24 luglio 1924 deceduto)[20]
  - Sede vacante (1924-1948)
- Emanuele Karphatios † (1º marzo 1947 - 23 maggio 1967 eletto metropolita di Mesembria)[20]
- Natanaele Dikaios † (23 maggio 1967 - 14 agosto 1979 deceduto)[20]
- Ezechiele Tsoulakas † (16 settembre 1979 - 14 dicembre 1982 dimesso)[20]
- Emiliano Zacharopoulos † (14 dicembre 1982 - 23 febbraio 2009 sospeso)[20]
- Natanaele Diakopanagiotis, dall'8 marzo 2009